# Терешков Олексій Дмитрович
Олексій Дмитрович Терешков (рос. Аляксей Дзмітрыевіч Церашкоў; (*17 березня 1893 — 18 березня 1960) — радянський військовий діяч, генерал-лейтенант, Герой Радянського Союзу (1945).

## Біографія
Народився 17 березня 1893 року у селі Карма (нині Добруський район Гомельської області Білорусі) у селянській родині. Білорус. Закінчив 5 класів.
Брав участь у Першій світовій та Громадянській війні.
З 1917 року в РСДРП. З 1918 року в лавах РСЧА.
У 1922 році закінчив курси «Выстрел».
Брав участь у громадянській війні в Іспанії 1936-36 років.
На фронтах німецько-радянської війни з серпня 1941 року. Був відзначений званням Героя Радянського Союзу за успішні бої на території Польщі у 1945 році.
14 січня 1945 року командир 38-го стрілецького корпусу (33-тя армія, 1-й Білоруський фронт) генерал-майор Терешков вміло організував прорив оборони противника з Пулавського плацдарму на західному березі річки Вісла (Польща). Корпус, стрімко переслідуючи ворога, форсував річку Варта не давши змоги дати там організований спротив на підготовлених позиціях. За 15 днів частини корпусу з боями, пройшовши близько 400 км, вступили на територію Німеччини.
Після війни командував стрілецьким корпусом, був помічником командувача Горьківського військового округу по вузам.
З 1953 року генерал-лейтенант Терешков у запасі. Жив у місті Горький.
Помер 18 березня 1960 року.

## Нагороди
6 квітня 1945 року Олексію Дмитровичу Терешкову присвоєно звання Героя Радянського Союзу.
Також нагороджений:
- 2-ма орденами Леніна,
- 4-ма орденами Червоного Прапора,
- орденом Суворова 2 ступеня,
- орденом Кутузова 2 ступеня,
- медалями.